# カシモビアン
| 累代        | 代     | 紀           | 基底年代 Mya |
| ----------- | ------ | ------------ | ------------ |
| 顕生代      | 新生代 | 第四紀       | 2.58         |
| 顕生代      | 新生代 | 新第三紀     | 23.03        |
| 顕生代      | 新生代 | 古第三紀     | 66           |
| 顕生代      | 中生代 | 白亜紀       | 145          |
| 顕生代      | 中生代 | ジュラ紀     | 201.3        |
| 顕生代      | 中生代 | 三畳紀       | 251.902      |
| 顕生代      | 古生代 | ペルム紀     | 298.9        |
| 顕生代      | 古生代 | 石炭紀       | 358.9        |
| 顕生代      | 古生代 | デボン紀     | 419.2        |
| 顕生代      | 古生代 | シルル紀     | 443.8        |
| 顕生代      | 古生代 | オルドビス紀 | 485.4        |
| 顕生代      | 古生代 | カンブリア紀 | 541          |
| 原生代      | 原生代 | 原生代       | 2500         |
| 太古代      | 太古代 | 太古代       | 4000         |
| 冥王代      | 冥王代 | 冥王代       | 4600         |
| 1. 2. 3. 4. |        |              |              |

カシモビアン（英: Kasimovian）は、国際層序委員会によって定められた地質学用語である、地質時代名の一つ。3億700万年前（誤差10万年）から3億370万年前（誤差10万年）にあたる、石炭紀ペンシルバニアン亜紀（後期石炭紀）の後期を二分した前期である。前の期は後期石炭紀中期モスコビアン、続く期は後期石炭紀後期の後期グゼリアン。模式地はロシアのモスクワ盆地に位置する。

## 環境
後期石炭紀前期ペンシルバニアン亜紀（バシキーリアン）から中期ペンシルバニアン亜紀の前期（前期モスコビアン）まで繁栄していた造礁生物の普通海綿綱 chaetetids は、後期モスコビアンで急激に衰退し、カシモビアンでは産出が確認されていない。逆に高緯度に生息した Palaeoaplysina などの石灰藻類が繁栄を見せており、当時の地球の寒冷化が進行していたこと、造礁生物群集がそれを受けて変遷しつつあったことが示唆されている。
寒冷化はゴンドワナ氷床の拡大と相関する。後の日本の山口県に分布することとなる秋吉海山の位置していたパンサラッサ海は、パンゲア大陸辺縁の低緯度地域よりも遅れてその影響を受けたことが示唆されている。秋吉石灰岩では後期カシモビアンに海水準低下が記録されている。

## 日本において
日本の山口県美祢市に分布する秋吉帯の石灰岩の研究によると、黒褐色の方解石結晶と生物遺骸片を含む灰白色石灰岩（銘柄としては山口更紗と黒龍）は、その石灰岩の発達する層準や石灰岩中から産出したフズリナ化石から、山口更紗は中期 - 後期カシモビアン、黒龍は後期カシモビアン前期と見積られた。